# Vis Pesaro dal 1898 2019-2020
Questa voce raccoglie le informazioni riguardanti la Vis Pesaro dal 1898 nelle competizioni ufficiali della stagione 2019-2020.

## Stagione
Nella stagione 2019-2020 la Vis Pesaro disputa il girone B del campionato di Serie C, si è trattato di un campionato anomalo, concluso dopo solo 27 giornata a fine febbraio, per l'aggravarsi della Pandemia da Covid-19 che non ha risparmiato il mondo del calcio. La Vis Pesaro per questa stagione è stata allenata da Simone Pavan fino a metà gennaio e poi da Beppe Galderisi fino alla sospensione del torneo. La squadra pesarese ha raccolto 28 punti con il quattordicesimo posto, che è diventato finale l'8 giugno 2020, quando il Consiglio Federale ha omologato i risultati raggiunti alla 27ª giornata, con il L.R. Vicenza promosso diretto in Serie B, la Reggiana promossa in Serie B per aver vinto i Play-off disputati a Luglio 2020, mentre sono retrocesse il Rimini diretto e l'Arzignano che ha perso il Play-out. Nella Coppa Italia di Serie C la squadra biancorossa ha disputato il girone E di qualificazione, che ha promosso ai sedicesimi di finale il Cesena.

## Organigramma societario
Area direttiva
- Presidenti: Mauro Bosco e Mauro Ferri
- Presidente onorario: Paolo Baronciani
- Amminist. delegato: Antonio Feroce
- Direttore generale: Vlado Borozan
- Segretario: Silvia Canfora
- Direttore sportivo: Claudio Crespini

Area tecnica
- Allenatore: Simone Pavan poi Giuseppe Galderisi
- Allenatore in seconda:Renato Vito poi Daniele Cavalletto
- Preparatore atletico:Alfredo Vergori poi Luca Palazzari
- Preparatore dei portieri: Mario Paradisi
- Magazziniere: Sergio Alano Bonamigo, Giuliano Domenicucci

Area sanitaria
- Responsabile: Vittorio Gemmellaro
- Massaggiatori: Enrico Tombari, Mirco Della Martera, Luca Mengacci

## Rosa
| N. |                     | Ruolo | Calciatore           |
| -- | ------------------- | ----- | -------------------- |
| 1  | Slovenia (bandiera) | P     | Adnan Golubović      |
| 3  | Italia (bandiera)   | D     | Axel Campeol         |
| 4  | Italia (bandiera)   | C     | Alessandro Gabbani   |
| 5  | Italia (bandiera)   | D     | Giorgio Gianola      |
| 6  | Italia (bandiera)   | C     | Lorenzo Paoli        |
| 7  | Italia (bandiera)   | A     | Orazio Pannitteri    |
| 8  | Italia (bandiera)   | A     | Davide Voltan        |
| 9  | Italia (bandiera)   | A     | Francesco Grandolfo  |
| 10 | Italia (bandiera)   | C     | Flavio Lazzari       |
| 11 | Italia (bandiera)   | D     | Daniele Pedrelli     |
| 12 | Italia (bandiera)   | P     | Lorenzo Marcheggiani |
| 13 | Italia (bandiera)   | D     | Tommaso Lelj         |
| 14 | Italia (bandiera)   | C     | Stefano Botta        |
| 16 | Italia (bandiera)   | D     | Carlo Romei          |

| N. |                          | Ruolo | Calciatore           |
| -- | ------------------------ | ----- | -------------------- |
| 17 | Guinea-Bissau (bandiera) | A     | João Gomes Ricciulli |
| 18 | Italia (bandiera)        | C     | Andrea Tessiore      |
| 20 | Italia (bandiera)        | C     | Alberto Rubbo        |
| 21 | Italia (bandiera)        | D     | Mattia Gennari       |
| 22 | Italia (bandiera)        | P     | Andrea Bianchini     |
| 23 | Italia (bandiera)        | C     | Alex Misin           |
| 25 | Italia (bandiera)        | D     | Lorenzo Adorni       |
| 27 | Marocco (bandiera)       | C     | Yassine Ejjaki       |
| 28 | Italia (bandiera)        | D     | Tommaso Farabegoli   |
| 29 | Italia (bandiera)        | A     | Alessandro Tascini   |
| 30 | Slovacchia (bandiera)    | A     | Tomáš Malec          |
| 31 | Italia (bandiera)        | A     | Gianmarco De Feo     |
| 33 | Italia (bandiera)        | P     | Christian Puggioni   |
| 35 | Italia (bandiera)        | C     | Leonardo Benedetti   |

## Risultati

### Serie C girone B

#### Girone di andata
| Arbitro: | Emmanuele (Pisa) |

|            |           |                      |
| Voltan 84’ | Marcatori | 19’, 33’ T. Morosini |

| Arbitro: | Cascone (Nocera Inferiore) |

|           |           |                             |
| Butic 32’ | Marcatori | 70’ (aut.) Butic 72’ Voltan |

| Arbitro: | Di Cairano (Ariano Irpino) |

|                         |           |                |
| Grandolfo 8’ Voltan 61’ | Marcatori | 33’ Di Massimo |

| Arbitro: | Bordin (Bassano del Grappa) |

|                          |           |               |
| Giovinco 47’ D'Eramo 74’ | Marcatori | 90+6’ Tascini |

| Arbitro: | Bitonti (Bologna) |

|  |           |                        |
|  | Marcatori | 36’ Ronaldo 71’ Bunino |

| Vicenza 25 settembre 2019 6ª giornata | L.R. Vicenza     | 0 – 0 | Vis Pesaro | Stadio Romeo Menti\| Arbitro: \| Gualtieri (Asti) \| |
| Arbitro:                              | Gualtieri (Asti) |       |            |                                                      |

| Arbitro: | Di Graci (Como) |

|           |           |                                |
| Paoli 13’ | Marcatori | 20’ Mensah 63’ (rig.) Granoche |

| Arbitro: | Garofalo (Torre del Greco) |

|           |           |                |
| Malec 90’ | Marcatori | 17’ Maistrello |

| Arbitro: | Marotta (Sapri) |

|                                    |           |                   |
| Cazzola 4’ Danti 39’ Sirignano 55’ | Marcatori | 88’ (aut.) Pinton |

| Arbitro: | Feliciani (Teramo) |

|                   |           |  |
| Voltan 75’ (rig.) | Marcatori |  |

| Arbitro: | N. Marini (Trieste) |

|  |           |                       |
|  | Marcatori | 12’ Misin 87’ Lazzari |

| Arbitro: | Cavaliere (Paola) |

|  |           |                   |
|  | Marcatori | 56’ L. Sorrentino |

| Arbitro: | G. Miele (Nola) |

|            |           |  |
| Zamparo 7’ | Marcatori |  |

| Arbitro: | Centi (Viterbo) |

|            |           |             |
| Voltan 47’ | Marcatori | 41’ Bismark |

| Arbitro: | Saia (Palermo) |

|                            |           |                    |
| M. Marchi 73’ Kargbo 90+1’ | Marcatori | 21’ (aut.) Espeche |

| Arbitro: | Caldara (Como) |

|                              |           |                     |
| Pannitteri 38’ Grandolfo 72’ | Marcatori | 51’ (rig.) D. Rocco |

| Arbitro: | Emmanuele (Pisa) |

|                                        |           |             |
| Pezzella 47’ G. Davì 53’ De Grazia 66’ | Marcatori | 38’ Gianola |

| Arbitro: | Cascone (Nocera Inferiore) |

|  |           |             |
|  | Marcatori | 41’ Maurizi |

| Arbitro: | Scatena (Avezzano) |

|                   |           |           |
| A. Caracciolo 41’ | Marcatori | 49’ Paoli |

#### Girone di ritorno
| Arbitro: | Pirrotta (Barcellona Pozzo di Gotto) |

|                          |           |  |
| Ierardi 2’ Turchetta 52’ | Marcatori |  |

| Arbitro: | Luciani (Roma) |

|                    |           |  |
| Lazzari 21’ (rig.) | Marcatori |  |

| Arbitro: | Panettella (Bari) |

|  |           |            |
|  | Marcatori | 78’ De Feo |

| Pesaro 26 gennaio 2020 23ª giornata | Vis Pesaro          | 0 – 0 | Ravenna | Stadio Tonino Benelli\| Arbitro: \| Di Marco (Chiavari) \| |
| Arbitro:                            | Di Marco (Chiavari) |       |         |                                                            |

| Arbitro: | Virgilio (Trapani) |

|                                                              |           |  |
| Nicastro 8’ Buglio 49’ Ronaldo 70’ (rig.) Santini 81’ (rig.) | Marcatori |  |

| Arbitro: | Colombo (Como) |

|          |           |          |
| Lelj 30’ | Marcatori | 15’ Arma |

| Arbitro: | Cosso (Reggio Calabria) |

|                                                      |           |  |
| Tartaglia 4’ Sarno 7’ Granoche 88’ Lodi 90+3’ (rig.) | Marcatori |  |

| Arbitro: | Maggio (Lodi) |

|                   |           |                    |
| Neglia 35’ (rig.) | Marcatori | 90+3’ Marcheggiani |

### Girone E
| Arbitro: | Scarpa (Collegno) |

|                                        |           |            |
| Brignani 27’ Capellini 32’ Russini 82’ | Marcatori | 3’ Gennari |

| Arbitro: | Caldera (Como) |

|              |           |  |
| Tessiore 60’ | Marcatori |  |